# Ернст Гюнтер Шенк
Ернст Гюнтер Шенк (нім. Ernst Günther Schenck; 3 серпня 1904, Марбург — 21 грудня 1998, Аахен) — німецький лікар і керівний співробітник центрального медичного апарату СС, оберштурмбаннфюрер резерву військ СС. Перебуваючи в останні дні війни в фюрербункері, одним з останніх бачив Адольфа Гітлера живим.

## Біографія
Після отримання медичної освіти з 1930 року працював лікарем-асистентом в гайдельбергській клініці Людольфа Креля. У 1931-1934 роках був старшим науковим співробітником інституту медичних досліджень Товариства імператора Вільгельма.
У 1933 році вступив до лав СА, в 1937 році — в НСДАП. Був членом різних нацистських організацій, таких як Націонал-соціалістичний союз лікарів, Націонал-соціалістичний союз німецьких доцентів, Німецький робітничий фронт, Націонал-соціалістична народна благодійність та Імперський союз протиповітряної оборони. У 1937 році був референтом в головному управлінні охорони здоров'я НСДАП. У 1939 році вступив в СС.
Під час Другої світової війни працював в інституті харчування і траволікування в концтаборі Дахау, де створив велику плантацію лікарських рослин і винайшов вітамінні добавки для військ СС. У 1940 році був призначений інспектором з контролю харчування для військ СС. У 1941 році став також головним лікарем терапевтичного відділення лікарні в мюнхенському районі Швабінг, в 1942 році отримав посаду екстраординарного професора. У 1943 році брав участь у створенні штучних замінників жирів і білків для солдатів фронтових частин СС. Перед прийняттям замінників в раціон солдатів ці замінники були перевірені на 370 в'язнях з концтабору Маутгаузен; деякі з в'язнів загинули.
У 1944 році він був призначений інспектором з контролю харчування вермахту і отримав чин полковника медичної служби.
У квітні 1945 року надавав допомогу пораненим в шпиталі , організованому на території колишньої рейхсканцелярії, виконуючи обов'язки хірурга. Під час операцій Шенку асистував доктор Вернер Гаазе. У Гаазе був більший лікарський досвід, але він був ослаблений через туберкульоз, в результаті чого його допомога часто полягала в тому, що він лежачи давав усні вказівки Шенку. Увечері 1 травня 1945 року Шенк покинув фюрербункер в складі групи Вільгельма Монке.
Був захоплений в полон радянськими військами в підвалі на алеї Шенгаузер в Берліні о 10:30 ранку 2 травня 1945 року. Відомо, що незадовго до цього він намагався відрадити від самогубства Вальтера Гевеля, який перебував там же.
У 1953 році був звільнений, після чого повернувся в ФРН. Працював у фармацевтичній промисловості.
У 1963 році був засуджений за проведення експериментів над людьми, однак суд ФРН визнав його винним лише частково, звільнивши від тюремного терміну і лише довічно позбавивши прав займатися будь-якою медичною діяльністю.
Після цього Шенк заробляв написанням наукових праць і мемуарів.

## Звання
- Унтерштурмфюрер СС (20 квітня 1940)
- Штурмбаннфюрер СС (30 серпня 1942)
- Оберштурмбаннфюрер резерву військ СС (9 листопада 1944)

За непідтвредженими даними, 20 квітня 1945 року Шенк був підвищений до штандартенфюрера  резерву військ СС.

## Нагороди
- Залізний хрест 2-го класу — за заслуги на Східному фронті під час служби в Лейбштандарті.
- Медаль «За зимову кампанію на Сході 1941/42»
- Хрест Воєнних заслуг 2-го класу з мечами

За непідтвердженими даними, також отримав Хрест Воєнних заслуг 1-го класу з мечами.